# Еволюционна стратегия
Еволюционна стратегия (на английски: evolution strategy) е термин от компютърните науки, с който се означава техника за математическа оптимизация, базирана на биологично вдъхновените метафори за еволюция и адаптация на биологичните видове. Принадлежи на класа на еволюционните изчисления и методологиите за изкуствена еволюция.

## История
Оптимизационната техника „еволюционна стратегия“ е разработена в началото на 1960-те и впоследствие доразвита през 1970-те от германските изследователи в областта на компютърните науки, кибернетиката и биониката Инго Рехенберг, Ханс-Паул Швефел и техните сътрудници.

## Описание
Еволюционните стратегии използват представяния на оптимизационни задачи в термините на биологичната еволюция, основно ползвайки като оператори за търсене генетичните оператори мутация и селекция. Подобно на еволюционните алгоритми, тези оператори се прилагат в цикъл като всяка итерация от цикъла се нарича „поколение“. Последователността от поколения продължава дотогава, докато не бъде изпълнен определен критерий за край на цикъла.
Селекцията в еволюционните стратегии е детерминистична и единствено базирана на ранжиранията на фитнес функциите на индивидите в поколенията (вместо на фактическите фитнес стойности). Така резултатният алгоритъм става инвариантен по отношение на монотонните трансформации на фитнес функцията. Най-простата еволюционна стратегия работи над популация с размер 2: текущ индивид (родител) и резултатът от извършената над него мутация (наследник). Само ако стойността на фитнес функцията на наследника е поне толкова добра колкото е стойността на фитнес функцията на родителя, наследникът на свой ред става родител за следващото поколение; в противен случай се пренебрегва. Това е т.нар. (1 + 1)-еволюционна стратегия. По-общо, могат да се генерират λ наследници, които да се съревновават с родителя, което се нарича (1 + λ)-еволюционна стратегия. При този вид най-добрият наследник от поколението става родител за следващото поколение, а текущият родител се пренебрегва. За някои варианти на еволюционната стратегия има изведени доказателства за линейна сходимост в случая на еднопараметрична фитнес функция.